# Чебеньковский сельсовет
Чебенько́вский сельсовет — сельское поселение в Оренбургском районе Оренбургской области Российской Федерации.
Административный центр — село Чебеньки.

## История
24 сентября 2004 года в соответствии с законом Оренбургской области № 1472/246-III-ОЗ образовано сельское поселение Чебеньковский сельсовет, установлены границы муниципального образования.

## Население
| 2010  | 2012  | 2013  | 2014  | 2015  | 2016  | 2017  |
| ----- | ----- | ----- | ----- | ----- | ----- | ----- |
| 4685  | ↗4688 | ↗4779 | ↘4757 | ↗4781 | ↘4765 | ↘4763 |
| 2018  | 2019  | 2020  | 2021  |       |       |       |
| ↗4766 | ↘4726 | ↘4614 | ↗5020 |       |       |       |

## Состав сельского поселения
| № | Населённый пункт | Тип населённого пункта          | Население |
| - | ---------------- | ------------------------------- | --------- |
| 1 | Бакалка          | посёлок                         | 380       |
| 2 | Былинный         | посёлок                         | 257       |
| 3 | Всходы           | посёлок                         | 152       |
| 4 | Чебеньки         | посёлок, административный центр | ↗4457     |